# Panic Inc.
Panic Inc. é uma empresa estadunidense de software e jogos eletrônicos com sede em Portland, Oregon. A empresa é especializada em aplicativos de macOS e iOS e começou a publicar jogos eletrônicos em 2016.
A Panic foi fundada por Steven Frank e Cabel Sasser.